# دختر ولگرد
دختر ولگرد فیلمی به کارگردانی آرامائیس آقامالیان و نویسندگی احمد نجیب‌زاده محصول سال ۱۳۴۳ است.

## خلاصه داستان
لاله (شهین) دختر سرگردانی است که پس از دزدی در ایستگاه راه‌آهن دستگیر می‌شود و به افسر پلیس قول می‌دهد که پس از آن از راه صواب زندگی کند. جوان کارگری به نام پرویز (بهروز وثوقی) می‌کوشد لاله را به ازدواج با خودش راضی کند. اما لاله از این که باید از مادر (پرخیده) و پدر (مانوئل ماروتیان) دایم‌الخمرش مراقبت و سرپرستی کند با پیشنهاد ازدواج مخالف است. مالک خانه‌ای (رضا شفیع) که خانوادهٔ لاله در خانهٔ او سکونت دارند، پدر لاله را راضی می‌کند که به ازدواج دخترش با عباس رضایت دهد. یکی از آدم‌های عباس (اکبر هاشمی)، که در امور خلاف دست دارند، با متهم کردن لاله به جیب بری او را به زندان می‌اندازد، و بعد با دادن رضایت آزادش می‌کند. هوشنگ، برادر معتاد لاله، در چنگ افراد عباس است، و وقتی عباس و آدم‌های او لاله را زیر فشار می‌گذارند پرویز به کمک لاله و برادرش می‌آید و با آدم‌های عباس گلاویز می‌شود. لاله در موقع فرار دچار سانحه و نابینا می‌شود، و در کمال ناامیدی تصمیم می‌گیرد خود را زیر ریل قطار بیندازد، اما با یک شوک مجدد بینایی خود را بازمی‌یابد. با دستگیر شدن عباس و افرادش پرویز و لاله زندگی تازه ای را در کنار هم آغاز می‌کنند.

## بازیگران
- شهین در نقش لاله
- بهروز وثوقی در نقش پرویز
- پرخیده در نقش مادر لاله
- اکبر هاشمی
- مانوئل ماروتیان در نقش پدر معتاد لاله
- مینو شفیع
- رضا شفیع
- واهان (بازیگر)
- رقیه چهره‌آزاد در نقش زنِ پدر پرویز
- نصرت‌الله کنی
- مهدی (بازیگر)
- مهری مهرنیا در نقش دوستِ مادر لاله
- منزوی
- نیکخواه (بازیگر)
- صادقی پور
- مالکی (بازیگر)
- عباس باقر
- ناصر بیک
- علی ظهیری
- قدیر (بازیگر)
- عباسی
- امین امینی

## عوامل تولید
- کارگردان: آرماییس آقامالیان
- دستیار کارگردان: نصرت‌الله کنی
- فیلمنامه‌نویس: احمد نجیب‌زاده
- تهیه‌کننده: عزیزالله کردوانی
- مدیر تهیه: نصرت‌الله کنی
- مدیر فیلمبرداری: واهاک وارطانیان
- عکاس: علی عاطف‌خرم
- تدوینگر: گرگین گریگوریان
- امور فنی صدا: گرگین گریگوریان
- طراح صحنه: ولی‌الله خاکدان
- چهره پرداز: صنعان کیانی
- موسیقی: جعفر پورهاشمی (شاعر و نوازنده)، شهین (خواننده)
- صدابردار:داریوش عزیزی … صدابردار
- لابراتوار: علی عاطف‌خرم، محمد کامکار (دستیار لابراتوار)
- چاپ: نریمان پیرام، حسین خروجی (دستیار چاپ)
- تیتراژ: اکبر قاسمی نژاد
- امور فنی: محمدعلی پسته‌ای، منوچهر فرزانه، اماموردی عامری